# 恋ひとすじに
『恋ひとすじに』（こいひとすじに、原題・フランス語: Christine）は、1958年に製作・公開されたフランスとイタリアの合作映画である。

## 概要
1933年にドイツで映画化された（日本では劇場未公開）アルトゥル・シュニッツラーの戯曲『恋愛三昧』の再映画化であり、ピエール・ガスパール＝ユイが監督、ロミー・シュナイダーとアラン・ドロンの初の共演作となった。
なお、1933年版ではロミーの母マグダ・シュナイダーが主演している。

## キャスト
- クリスティーネ・ヴァイリング：ロミー・シュナイダー
- フランツ・ロブハイナー：アラン・ドロン
- レーナ・エッガースドルフ男爵夫人：ミシュリーヌ・プレール
- クリスティーネの父：フェルナン・ルドゥー
- テオ：ジャン＝クロード・ブリアリ

## スタッフ
- 監督/脚色：ピエール・ガスパール＝ユイ
- 製作総指揮：アンリ・ボーム
- 脚色：ハンス・ヴィルヘルム
- 音楽：ジョルジュ・オーリック
- 撮影：クリスチャン・マトラ
- 編集：ルイゼット・オートクール
- 美術：ジャン・ドーボンヌ
- 衣裳：ロジーヌ・ドラマール

## 注
1. ↑  Liebelei (1933)